# Качелай (село)
Качела́й (рос. Качелай, ерз. Кацялай) — село у складі Кочкуровського району Мордовії, Росія. Адміністративний центр Качелайського сільського поселення.

## Населення

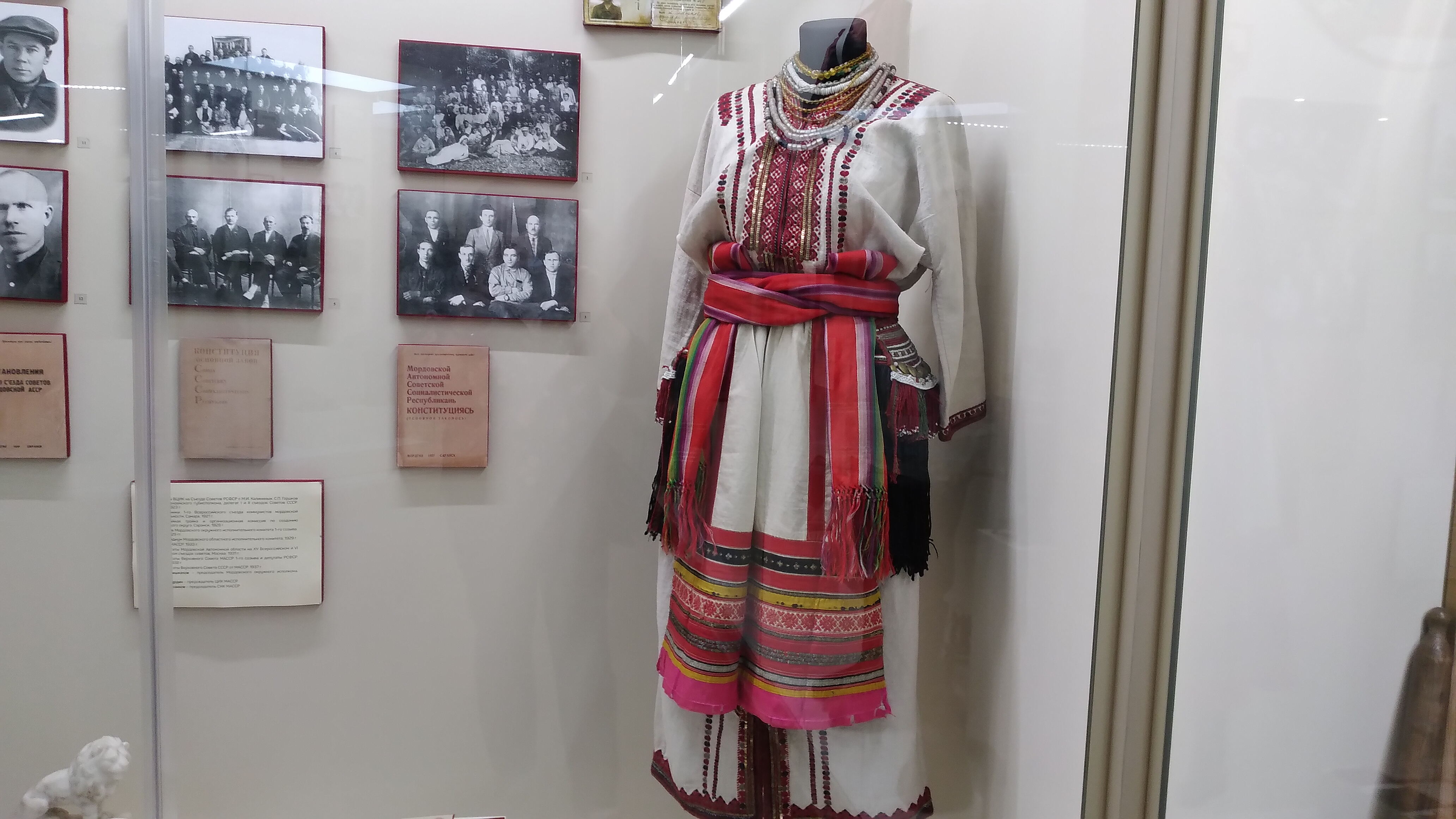
Кацелай велень покшчинь оршамот 1920 иетне

Населення — 377 осіб (2010; 367 у 2002).
Національний склад (станом на 2002 рік):
- ерзяни — 88 %